# Maomé Cã Cajar
Aga Maomé Cã Cajar (em persa: آغا محمد خان قاجار; romaniz.: Āghā Mohammad Khān Qājār) (Gurgã, Irã, 14 de março de 1742 – Susa (Hoje parte do Azerbaijão), 17 de junho de 1797) foi o fundador da dinastia Cajar do Irã, governou de 1789 a 1797 como rei (xá). Em 1789, foi entronado como o rei do Irã, mas não foi oficialmente coroado até março de 1796. Em 17 de junho de 1797, foi assassinado e sucedido por seu sobrinho, Fate Ali Xá Cajar. Aga Maomé Cã também é conhecido pela mudança da capital para Teerã, que é a capital do país até hoje.
O reinado de Aga Maomé Cã destacou-se na reemergência de um Irã centralizado e unificado. Depois da morte de Nader Xá, muitos dos territórios iranianos no Cáucaso foram comandados por várias dinastias iranianas, os estados que hoje compõem os territórios da Geórgia, do Daguestão, do Azerbaijão e da Armênia tinham se desmembrado do Irã e declarado independência, mas 48 anos depois foram reconquistados por Aga Maomé Cã. Algumas das suas reconquistas foram consideradas cruéis até para os padrões daquela época, como a reconquista da Geórgia onde saqueou a capital Tbilisi e massacrou muitos de seus habitantes e levou para o Irã 15 000 georgianos.

## Juventude
Aga Maomé Cã nasceu em 1742 em Gurgã. Pertencia ao ramo Coiunlu da tribo dos cajares. A tribo tinha muitos outros ramos, sendo um dos mais proeminentes o de Develu, que frequentemente guerreava contra os Coiunlu. Aga Maomé Cã era o filho mais velho de Maomé Haçane Cã Cajar, líder da parte Coiunlu da tribo, e neto de Fate Ali Cã, um aristocrata influente que foi executado a mando do Xá Tamaspe II (possivelmente sob a influência de Nader Coli Begue, que mais tarde seria conhecido como Nader Xá após usurpar o trono do Irã em 1736 e ainda fundar o Império Afexárida). Aga Maomé Cã teve muitos irmãos e meio-irmãos.

### Vida na corte de Carim Cã

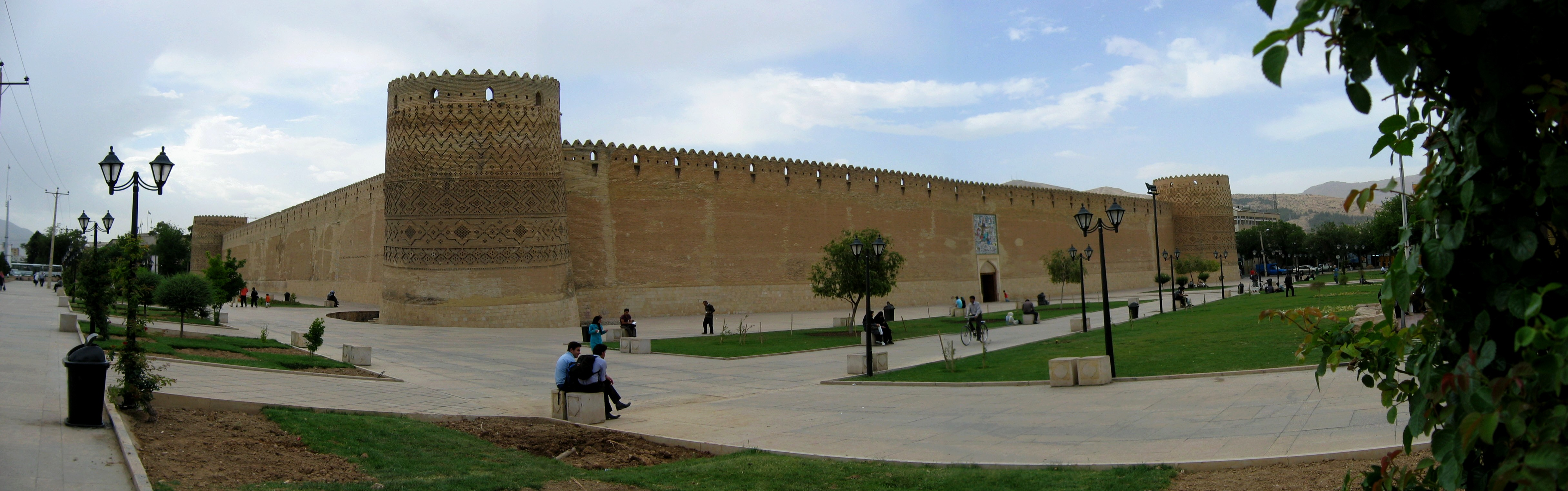
O Palácio de Carim Cã, a residência real da dinastja Zande, onde Aga Maomé Cã passou a maior parte de seu tempo durante seu "cativeiro"

Aga Maomé Cã, durante sua estadia, foi tratado com gentileza e honra por Carim Cã, que convenceu seus homens a largarem suas armas, o que fizeram. Carim Cã então os deixou em Dangã. Em 1763, Aga Maomé Cã e Huceine Coli Cã foram enviados para a capital do Império Zande, Xiraz, onde a sua tia paterna Cadija Begum, que era parte do harém de Carim Cã, viveu. Os dois meios-irmãos de Aga Maomé Cã, Morteza Coli Cã e Mustafá Coli Cã, ganharam permissão para viver em Astarabade, já que a mãe deles era a irmã do governador da cidade. Os outros irmãos de Aga Maomé Cã foram enviados para Gasvim, onde foram tratados com respeito.
Aga Maomé, durante sua estadia na corte de Carim Cã, foi visto mais como um convidado respeitoso do que como um cativo. Mais tarde, Carim Cã também reconheceu o conhecimento político de Aga Maomé Cã e lhe pediu conselhos sobre interesses do estado e costumava chamá-lo "Pīrān-e Vēas", do que o conselheiro inteligente do lendário rei iraniano Afrassíabe era chamado. Dois dos irmãos de Aga Maomé Cã que estavam em Gasvim, também foram mandados para Xiraz nesse período. Em fevereiro de 1769, Carim Cã nomeou Huceine Coli Cã governador de Dangã. Quando Huceine chegou em Dangã, entrou em conflito contra os Develus e outras tribos, com o objetivo de se vingar pela morte de seu pai. Ele, entretanto, foi morto em 1777 perto de Galande, por alguns turcos da tribo Iamute, contra quem tinha lutado. Em 1 de março de 1779, enquanto estava caçando, Aga Maomé Cã foi informado por Cadija Begum, de que Carim Cã, após 6 meses doente, havia morrido.

## Luta pelo poder

### Conquista de Mazandarão e Guilão

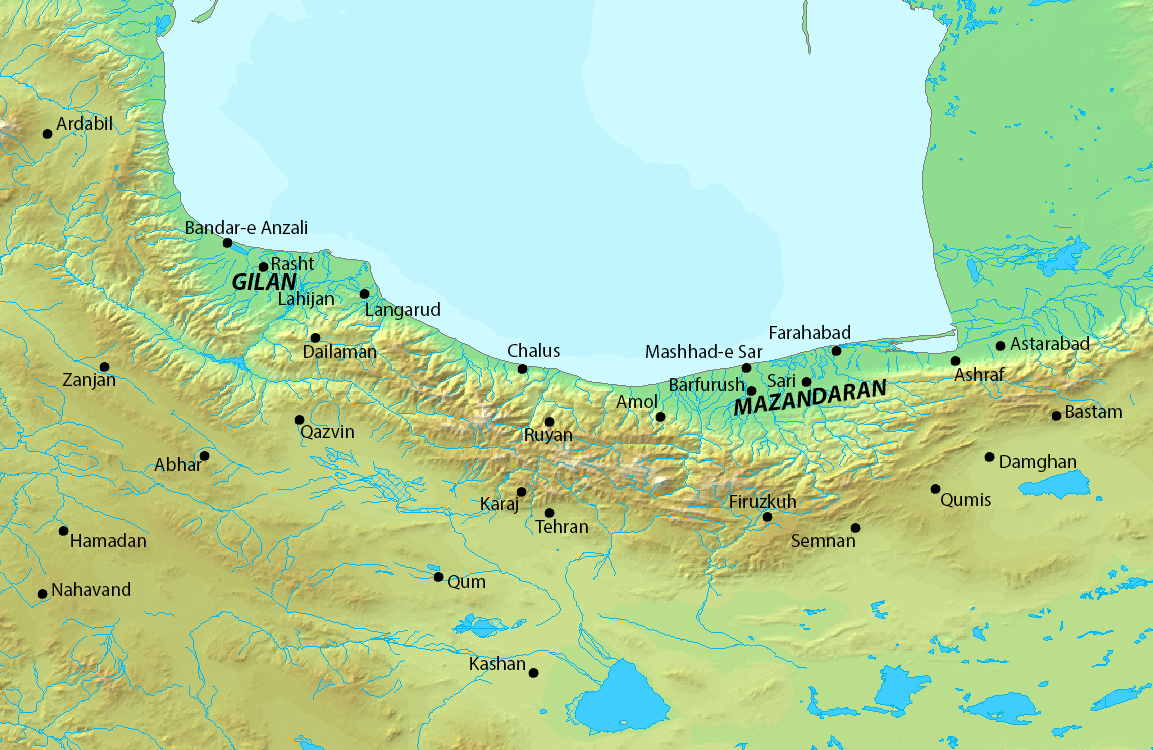
Mapa do norte do Irã

Aga Maomé Cã levou consigo um grupo de leais seguidores e foi para Teerã. Enquanto isso, em Xiraz, as pessoas estavam lutando umas contra as outras. Em Teerã, Aga Maomé Cã encontrou-se com os principais chefes do Clã de Develu, com quem fez a paz. Foi para o palácio de Xá Abdalazim, onde a caveira de seu pai estava guardada. Foi para Mazandarão, onde sua primeira missão foi conquistar sua soberania entre seus irmãos Coiunlu. Isso resultou numa briga com seus irmãos Reza Coli e Morteza Coli, que derrotou em 2 de abril e conquistou Mazandarão. Enquanto isso, Morteza Coli fugiu para Astarabade, onda se fortificou. Aga Maomé Cã não poderia simplesmente declarar guerra a Morteza Coli, por isso significaria que sua aliança com os develus poderia ser cancelada, porque a mãe de Morteza Coli era uma Develu. Ao mesmo tempo, o príncipe zande Ali Murade Cã enviou um exército de tropas zandes e afegãs comandadas pelo filho de Azade Cã Afegã, Mamude Cã para Mazandarão. Aga Maomé Cã, junto com os filhos de Huceine Coli Cã, Fate Ali Coli e Huceine Coli, estava em uma posição firme em Babol, a capital de Mazandarão.
Algum tempo depois, Reza Coli invadiu Babol com um exército de Laijão, onde capturou Aga Maomé Cã. Quando Morteza Coli descobriu sobre a captura de Aga Maomé Cã, marchou até o lugar com um exército de turcos e o libertou. Os três irmãos então tentaram resolver os seus problemas, o que Aga Maomé Cã e Reza Coli foram determinados a fazer. Morteza Coli ficou descontente e fugiu para Ali Murade Cã em Ispaã, e depois para Sadique Cã Zande, em Xiraz. Morreu em Coração. Os apoiadores de Morteza Coli foram a Aga Maomé Cã e começaram a servi-lo. Naquela ocasião, Aga Maomé Cã se envolveu novamente num conflito contra seu irmão Reza Coli, a quem derrotou em muitas batalhas; e depois disso fez a paz mais uma vez: Morteza Coli foi líder de facto de Astarabade e muitos distritos de Mazandarão.
Mas, a paz não durou muito: Ali Murade Cã invadiu Mazandarão, o que fez com que Aga Maomé Cã marchasse para Babol com um exército de Mazandaranis e cajares e atacou a província. Aga Maomé Cã tomou Cumis, Semnã, Dangã, Xarude; Bastão. Mais tarde, também fez Hidaiatalá Cã, o líder de Guilão, seu súdito. Concedeu terras em Semnã para seu irmão Ali Coli, por causa da ajuda que deu para conquistar as cidades mencionadas.

### Primeiro conflito com os russos, disputa com Guilão, e a invasão do norte do Iraque persa
Em 1781, o Império Russo, que estava interessado em construir uma rota de comércio com o Irã com o objetivo de comercializar com regiões dentro da Ásia, mandou um emissário sob as ordens de Marko Ivanovich Voinovich para a costa de Gurgã, onde pediu a construção de um ponto de troca em Axerafe, o que Aga Maomé Cã recusou. No entanto, Voinovich ignorou sua recusa e instalou uma instalação na ilha de Axurada. Aga Maomé Cã não podia fazer nada, já que não tinha nenhum navio; desafiou Voinovich e alguns de seus homens a encontrá-lo em Astarabade, onde foram mantidos como reféns, até que Voinovich foi forçado a ordenar que seus homens saíssem de Axurada.
Um ano depois, Aga Maomé Cã invadiu Guilão, porque o governante Hidaiatalá tinha feito uma aliança com a dinastia Zande. Hidaiatalá então enviou dois diplomatas, Mirza Sadique e Aga Sadique, para Aga Maomé, com o objetivo de fazer paz. Mais tarde, sem precauções, foi para Xirvão. Os diplomatas foram incapazes de chegar a termos favoráveis com Aga Maomé Cã, que invadiu a capital de Guilão, Raste, onde ganhou muitas riquezas. Muito feliz com sua vitória, enviou seu irmão Jafar Coli Cã para conquistar o norte do Iraque. Derrotou um exército Zande em Rai (ou Caraje), e mais tarde saqueou Gasvim e marchou para Zanjã, que também saqueou. Em 1783, Aga Maomé Cã cercou Teerã, cidade sob controle zande que tinha lhe dado muitos problemas. Durante o cerco, uma praga começou a se espalhar na cidade, e após o exército de Aga Maomé Cã ter acampado do lado de fora da cidade, o que o obrigou a levantar o cerco.

### A breve submissão de Mazandarão ao Império Zande
No ano seguinte, Ali Murade Cã, vingando-se do ataque de Aga Maomé Cã a Teerã no ano anterior, enviou um grande exército sob o comando do seu filho Vais Cã para Mazandarão, o que fez com que a população se rendesse rapidamente, enquanto Aga Maomé Cã e alguns de seus a seguidores fugiram para Astarabade, onde tentou defender a cidade tanto quanto podia. Enquanto isso, Morteza Coli rapidamente mudou de aliança e começou a servir à dinastia Zande. Ali Murade Cã então enviou um exército sobre a ordem de seu parente Maomé Zair Cã para Astarabade, onde saqueou. Felizmente para Aga Maomé Cã, já havia obtido muitos mantimentos para o caso de um cerco acontecer. Todos os dias, os seus homens irias tentar devastar o campo para diminuir as provisões dos inimigos. Isso acabou deixando a situação do exército zande muito difícil, o que fez com que Aga Maomé Cã deixasse a cidade e os atacasse. Maomé Zair Cã então fugiu para o Deserto de Caracórum, mas foi capturado pelos aliados Iamute de Maomé Cã. Apenas alguns de seus homens chegaram a sobreviver. Enquanto isso, Aga Maomé Cã derrotou uma guarnição Zande perto de Axerafe e foi marchando por Sari. No início de novembro de 1784, Aga Maomé Cã havia repelido todas as tropas zandes de Mazandarão.

### Primeira Guerra com Jafar Cã Zande

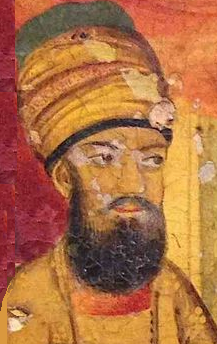
Retrato de Jafar Cã

Enquanto isso, Ali Murade Cã tinha trazido outras tropas zandes, que enviou para Mazandarão sob o comando de seu primo Rustã Cã Zande, mas foi derrotado por Aga Maomé Cã. Ali Murade Cã morreu em 11 de fevereiro de 1785. Quando Aga Maomé Cã soube da morte dele tentou capturar Teerã. Quando chegou na cidade, os habitantes disseram-lhe que abririam a porta para o rei do Irã, que de acordo com eles era Jafar Cã Zande, que sucedeu Ali Murade Cã. Portanto Aga Maomé Cã tinha que derrotar Jafar Cã para ser reconhecido como rei e marchou para Ispaã. Jafar Cã enviou seus homens para parar o seu avanço ao redor da cidade, mas Aga Maomé Cã venceu em Com sem encontrar nenhuma resistência. Jafar Cã então enviou um exército zande ainda maior para Aga Maomé Cã, que o derrotou perto de Caxã. Jafar Cã fugiu fugiu para Xiraz. Aga Maomé chegou em Ispaã, onde descobriu o que tinha sobrado do tesouro Zande e do harém de Jafar Cã, as tropas Cajar saquearam a cidade.
Durante o verão de 1785, Aga Maomé Cã fez de Teerã seu quartel-general durante suas expedições no Iraque Persa. Em 12 de março de 1786, Aga Maomé Cã fez Teerã sua capital, que até então tinha uma população entre 15 e 30 mil pessoas. Durante esse período, Aga Maomé Cã viu-se como rei do Irã, entretanto evitou usar o título "Xá".

### Segunda invasão de Guilão
Aga Maomé Cã agora tinha de focar-se em Guilão, porque Hidaiatalá Cã tinha retornado à província (com a ajuda do Império Russo) desde a invasão Cajar em 1782. Aos olhos de Aga Maomé Cã, toda a costa do mar Cáspio estava sob controle de Hidaiatalá e do Império Russo. Aga Maomé Cã e seus homens entraram facilmente em Guilão. Quando marchou por Raste, foi ajudado por um chefe local chamado Madi Begue Calatebari e por outras pessoas. Mais tarde, o conselho russo em Guilão traiu Hidaiatalá dando armamento a Aga Maomé Cã. Hidaiatalá tentou fugir para Xirvão novamente, mas foi capturado por um líder local chamado Aga Ali de Xafete (ou outro líder local de acordo com outras fontes), que o matou para vingar o massacre de sua família poucos anos antes. Guilão estava agora sobre controle absoluto da dinastia Cajar. Apesar da conquista de Guilão, a segunda coisa mais valiosa para Aga Maomé Cã foi ganhar o tesouro de Hidaiatalá.

### Segunda guerra com Jafar Cã Zande e chegada ao trono

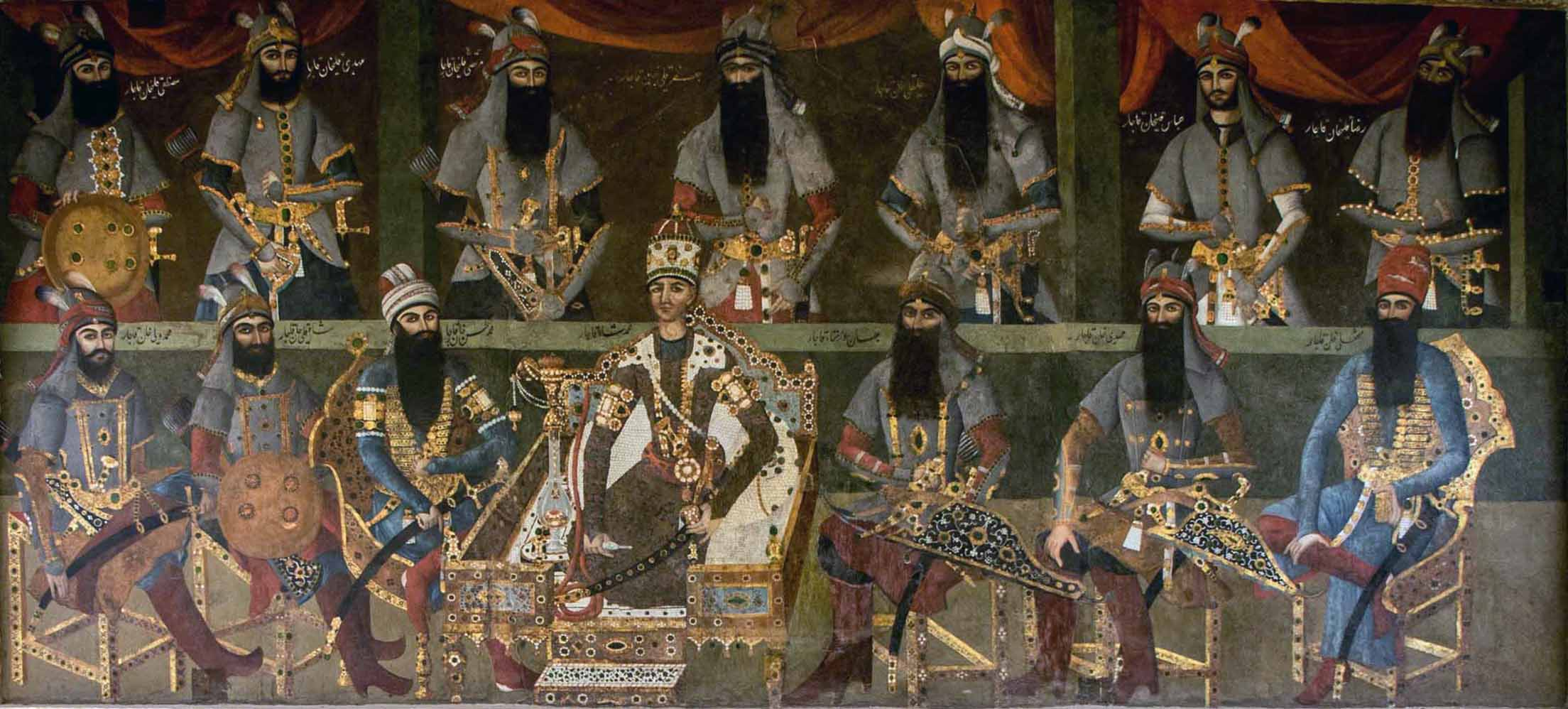
Aga Maomé Cã e seus seguidores

Algum tempo depois, um líder local chamado local chamado Amir Maomé Cã, que tinha recentemente com outro líder local chamado Taci Cã (o líder de Iázide) derrotou Jafar Cã e saqueou muitas riquezas, invadiu território cajar, e marchou por Ispaã. Jafar Coli Cã saiu da cidade antes que pudesse defendê-la. Aga Maomé Cã enviou soldados ao sul mais uma vez. Ee encontrou com Jafar Coli Cã em Ispaã em 1788, e algum tempo mais tarde, fez com que Taci Cã aceitasse a soberania Cajar, e mais tarde puniu algumas tribos cascais, que fugiram para as montanhas. Aga Maomé avançou perto de Xiraz. Esperava vencer Jafar Cã fora de Xiraz, onde estava fortemente fortificado, fazendo com que fosse muito difícil de derrotar. Infelizmente para Aga Maomé Cã, Jafar Cã ficou na cidade, o que fez com que retornasse para Ispaã, onde declarou seu irmão Ali Coli como seu novo governador em sucessão de Jafar Coli Cã, e então foi para Teerã.
Com Aga Maomé mais uma vez no norte, Jafar Cã começou a preparar um exército para um novo ataque contra Ispaã e seus arredores. Quando Ali Coli soube do ataque, enviou um grupo de nativos para uma cidade ao sul de Ispaã, chamada Cumixá. Entretanto, Jafar Cã conseguiu derrotá-los facilmente. Ali Coli fugiu para Caxã. Aga Maomé Cã, sabendo disso, rapidamente marchou para Ispaã, o que fez com que Jafar Cã defendesse Xiraz novamente. Aga Maomé Cã, que era muito pessimista para tentar capturar Xiraz, voltou para Teerã. Felizmente para si, Jafar Cã foi assassinado em 23 de janeiro de 1789, o que começou uma guerra civil de quatro meses entre príncipes da dinastia Zande que lutaram pela sucessão do trono. O filho de Jafar Cã, Lotefe Ali Cã emergiu sendo o vitorioso nessa guerra civil em maio.

## Reinado

### Guerra com Lotefe Ali Cã, disputas familiares, e a primeira invasão ao Azerbaijão

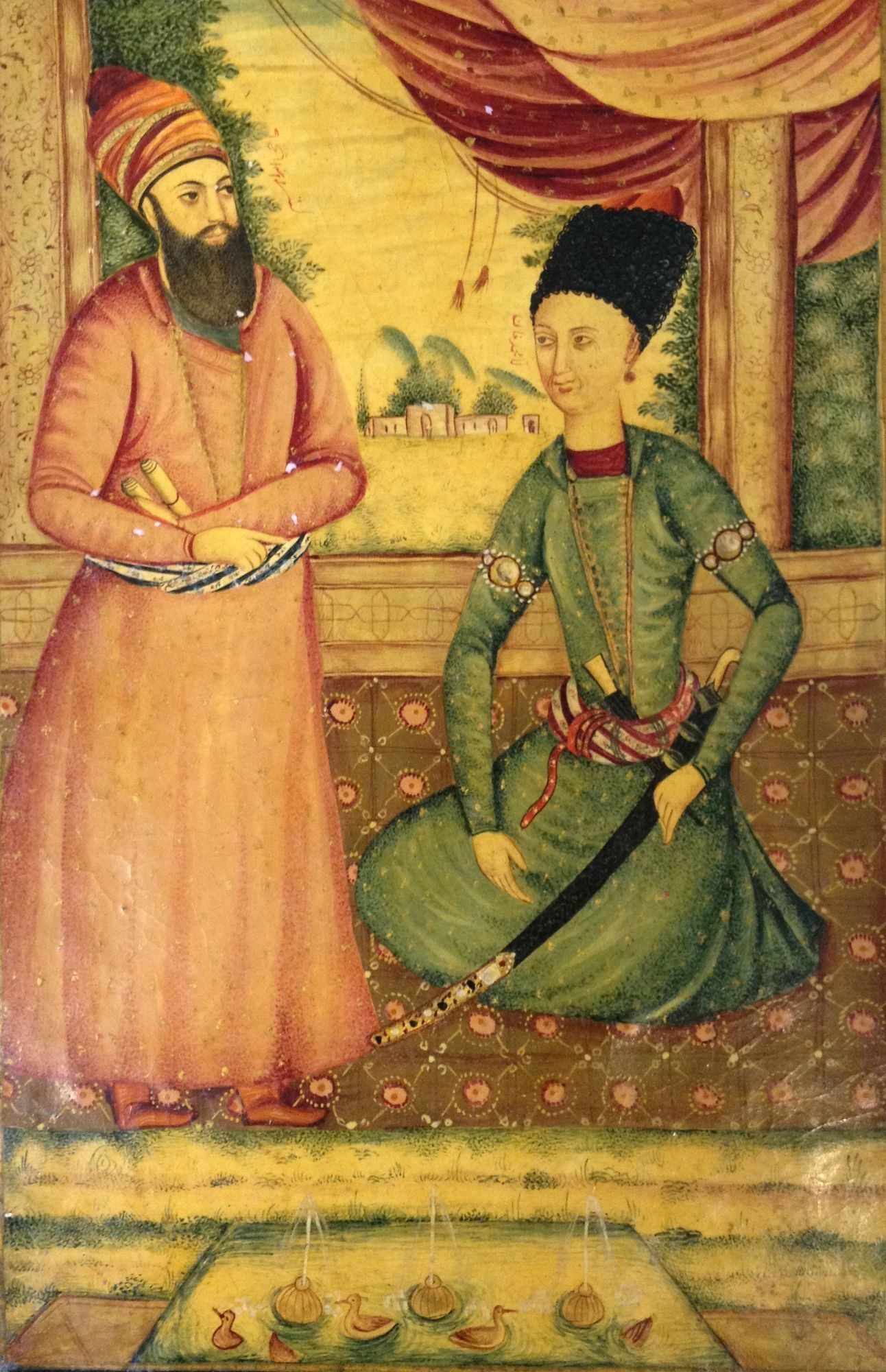
Pintura de Aga Maomé Cã (direita) e seu conselheiro Ibraim Cã Calantar (esquerda)

Agora que a dinastia Zande não estava mais sobre o domínio de Jafar Cã Zande, Aga Maomé Cã viu isso como uma boa oportunidade para capturar Xiraz de uma vez por todas. Marchou pela cidade, e quando estava perto de conquistá-la, foi atacado por Lotefe Ali Cã: uma batalha foi travada em 25 de junho de 1789, que terminou com Lotefe Ali Cã voltando para Xiraz, enquanto Aga Maomé Cã o seguiu e cercou a cidade. O cerco durou até 7 de setembro. Aga Maomé então montou um acampamento e voltou para Teerã, onde ficou até o fim de Noruz. Em 17 de maio de 1790, começou a marchar em direção a Xiraz novamente. Quando alcançou Pérsis, o governador de Bebaã reconheceu sua autoridade. Lotefe Ali Cã mais uma vez saiu de Xiraz com a meta de parar o avanço de Aga Maomé Cã, mas o líder Cajar se retirou para Gasvim e as áreas próximas, onde teve que resolver alguns problemas. Aga Maomé Cã mais tarde brigou com Jafar Coli Cã, que se via como o melhor herdeiro da dinastia Cajar. Aga Maomé acabou ordenando a sua execução, o que considerava essencial, já que sabia como uma dinastia pode decair rapidamente por causa de disputas familiares pelo trono, algo que havia aprendido com as experiências na família Zande.
Enquanto Lotefe Ali Cã estava tendo problemas com a Carmânia, Aga Maomé Cã pode focar-se no Azerbaijão. Nomeou Baba Cã como governador do Iraque Persa, e marchou pelo Azerbaijão em 1791 durante a primavera. Parou em Tarum, e enviou seu parente Solimão Cã Coiunlu fazer com que o Canato de Talixe reconhecesse a autoridade cajar. Aga Maomé Cã mais tarde foi para Sarabe. Enquanto Aga Maomé Cã estava conquistando o Azerbaijão, Lotefe Ali Cã aproveitou a oportunidade para atacar Ispaã. Entretanto, Ibraim Cã Calantar, que era o governador de Xiraz e era amado por seus habitantes, aproveitou-se da ausência de Lotefe Ali Cã para iniciar um golpe enquanto seu irmão Maomé Huceine de Xiraz, que era o comandante da liderança Zande, marchou com muitas outras tropas. Lotefe Ali Cã então voltou para Xiraz, mas quando chegou na cidade, os habitantes se recusaram a abrir os portões. Foi até as montanhas e criou um exército grande o suficiente para capturar Xiraz. Ibraim Cã Calantar enviou um emissário para Aga Maomé Cã, perguntando se poderia se tornar líder de Pérsis, dizendo que lhe daria três mil cavalos se aceitasse, o que Aga Maomé Cã imediatamente fez. Quando Aga Maomé Cã chegou a Pérsis, nomeou Ibraim Cã Calantar como governador da província inteira e enviou um de seus homens para levar a família de Lotefe Ali Cã para Teerã, e levou as possessões da família Zande. Mais tarde, também ordenou a Baba Cã para estabilizar um cerco perto de Xiraz para estar preparado para ajudar Ibraim Cã Calantar se necessário.
Algum tempo depois, Lotefe Ali Cã derrotou os homens de Ibraim Cã Calantar e capturou a sucursal de Cazerum. Então marchou para Xiraz. Algum tempo depois, o exército cajar mais próximo atacou os homens de Lotefe Ali Cã e os derrotou, mas quando Lotefe Ali Cã decidiu participar da batalha o exército cajar foi derrotado. Quando Aga Maomé Cã descobriu sobre isso, enviou sete mil homens de cavalaria para reforçar as forças de Ibraim Cã Calantar, e ordenou às forças cajar do cerco próximo a fazerem o mesmo.
Dois anos depois, depois de adquirir a Geórgia Oriental e territórios no norte e no sul do Cáucaso voltaram ao domínio iraniano, se proclamou xá (rei dos reis) na planície de Mogã, assim como Nader Xá tinha feito sessenta anos antes.

### Reconquista da Geórgia e do restante do Cáucaso

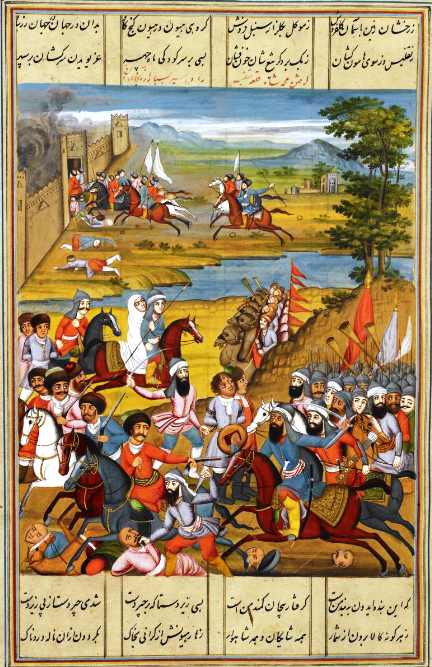
A captura de Tbilisi por Aga Maomé Cã. Uma miniatura do Império Cajar da Biblioteca Britânica.

Em 1795, atacou a Geórgia Oriental, que tinha sido subjugada pelo Irã no início da Idade Moderna em 1502, e sido comandada pelos persas desde 1555, mas que tinha conseguido a independência de facto e desintegrado-se do Império Afexárida. Sua campanha de sucesso para adquirir a Geórgia oriental, que tinha sido recentemente unificada por Heráclio II e consistiu no Reino de Cártlia-Caquécia, efetivamente acabou voltando ao domínio iraniano. Heráclio II, que foi nomeado rei de Cártlia-Caquécia décadas antes por Nader Xá, fez forte resistência na Batalha de Tbilisi, mas foi rapidamente derrotado.

### Resto do reinado
Aga Maomé restaurou a unidade persa para um nível que não tinha desde o governo de Carim Cã. Reuniu o território do Irã contemporâneo e a região do Cáucaso. Foi, entretanto, um homem de extrema violência que matou quase todos que desafiassem sua permanência ao poder, violência que mostrou em muitas de suas campanhas militares. Um ano depois de ressubjugar o Cáucaso, capturou Coração. Xá Ruque, líder de Coração e neto de Nader Xá, foi torturado e morto porque Aga Maomé pensou que sabia a localização dos tesouros lendários de Nader Xá.
Em 1778, Aga Maomé moveu sua capital de Sari na sua província natal, Mazandarão para Teerã. Foi o primeiro rei persa que fez de Teerã — A sucessora da grande cidade de Rai — sua capital, mesmo que os safávidas e os Zandes tenham expandido a cidade e construído palácios lá. Um dos principais motivos para mover a capital muito mais ao norte foi para a capital ficar mais perto do Azerbaijão e dos territórios iranianos no Cáucaso, que naquele tempo ainda não tinham sido cedidos ao Império Russo o que aconteceu durante o século XIX. Foi formalmente coroado e fundou a dinastia Cajar em 1796.
Mesmo que os russos tenham pego e ocupado Derbente e Bacu durante a expedição russa de 1796, Aga Maomé Cã com sucesso expandiu a influência iraniana no Cáucaso, reassumindo a supremacia iraniana nos ex-territórios dependentes da região. Foi, entretanto, um líder notavelmente cruel, que reduziu Tbilisi a cinzas, enquanto massacrou e prendeu a população cristã. Usou estratégias de batalha e poder tribal de Gengis Cã, Tamerlão e Nader Xá.

### Assassinato
O reinado legítimo de Aga Maomé foi pouco vivido, porque foi assassinado em 1797 em seu ataque a Susa, a capital do Canato de Carabaque, três dias depois de tomar a cidade e menos de três anos no poder (depois da coroação). De acordo com o  Farsnama-ye Naseri Hasan-e Fasa'i, durante a estadia de Aga Maomé em Susa, uma noite numa conversa entre um atendente georgiano chamado Sadeque e o seu criado particular, Codadade de Ispaã. Levantaram a voz um pouco e o Xá ficou furioso ordenou que ambos fossem executados. Sadeque Cã de Xagague, um proeminente emir, interferiu na discussão, mas não foi escutado. O xá, entretanto, ordenou que a execução fosse adiada para sábado, já que isso havia acontecido na noite de sexta-feira (um dia sagrado para o Islão), ordenou que voltassem para seus postos no pavilhão real esperando, envergonhados, sua execução para o dia seguinte. Com a experiência, portanto, sabiam que iria manter o que tinha ordenado, e, sem esperança, passaram a ter ousadia. Quando o xá estava dormindo, se juntaram com o criado Abas de Mazandarão e invadiram o pavilhão real com uma adaga e uma faca e assassinaram o xá. 
Seu sobrinho, coroado como Fate Ali Xá Cajar, o sucedeu ao trono.

## Governo

### Administração provincial
Durante o reinado de Aga Maomé Cã, a administração provincial seguiu o mesmo modelo dos safávidas beglerbeguis foram nomeados para governar províncias. Uma cidade era comandada por um calantar ou dagura, enquanto os distritos eram governados por um cadecuda.

### Construções
Aga Maomé Cã não construiu ou reparou muito durante seu reinado, devido às muitas batalhas com as quais esteve ocupado. Em Teerã, ordenou a construção de uma mesquita chamada de Masjide e Xá (significado "a Mesquita do Xá"), enquanto em Mexede ordenou a reparação do santuário de Imame Reza. Em Astarabade, reparou (ou fortificou) as paredes, esvaziou o poço, construiu muitos prédios, um deles o palácio do governador. Mais tarde, também tornou a cidade mais luxuosa. Fez algo semelhante em Babol, Axerafe e Sari. De todas essas construções e reparações, sua melhor e mais duradoura criação foi a reforma de Teerã, a capital e maior cidade iraniana até hoje.